# Солсбери, Эдвин
Эдвин Лайл «Эд» Солсбери (англ. Edwin Lyle "Ed" Salisbury; 3 мая 1910, Уолнат-Гров, Калифорния — 22 ноября 1986, Сакраменто) — американский гребец, выступавший за сборную США по академической гребле в начале 1930-х годов. Чемпион летних Олимпийских игр в Лос-Анджелесе, победитель и призёр многих студенческих регат.

## Биография
Эдвин Солсбери родился 31 мая 1910 года в поселении Уолнат-Гров, штат Калифорния.
Занимался академической греблей во время учёбы в Калифорнийском университете в Беркли, куда перевёлся из Городского колледжа Сакраменто. Состоял в местной гребной команде «Калифорния Голден Бирс», неоднократно принимал участие в различных студенческих регатах, в частности в восьмёрках выигрывал чемпионат Межуниверситетской гребной ассоциации (IRA).
Наивысшего успеха в гребле на международном уровне добился в сезоне 1932 года, когда, ещё будучи студентом университета, вошёл в основной состав американской национальной сборной и благодаря череде удачных выступлений удостоился права защищать честь страны на домашних летних Олимпийских играх в Лос-Анджелесе. В составе распашного экипажа-восьмёрки с рулевым в финале обошёл всех своих соперников, в том числе на две десятых секунды опередил ближайших преследователей из Италии, и тем самым завоевал золотую олимпийскую медаль.
В 1969 году, как и все члены американской олимпийской восьмёрки, за выдающиеся спортивные достижения был введён в Зал славы Национального гребного фонда.
Впоследствии работал менеджером в компании, занимавшейся упаковкой фруктов.
Умер 22 ноября 1986 года в Сакраменто, штат Калифорния, в возрасте 76 лет.